# کالو (کلات)
کالو، روستایی در دهستان هزارمسجد بخش هزارمسجد شهرستان کلات استان خراسان رضوی ایران است.

## جمعیت
بر پایه سرشماری عمومی نفوس و مسکن در سال ۱۳۹۵ جمعیت این روستا ۵۸۸ نفر (در ۱۸۱ خانوار) بوده است.